# Choosing the right way
Choosing the right way is een houten beeldhouwwerk aan Schoonderbekerweg bij de Besselaarschool in De Glind in de Nederlandse gemeente Barneveld. 
De sculptuur van beeldhouwer Jan-Carel Koster werd onthuld op woensdag 19 november 2008. Het beeld werd gemaakt in opdracht van de gemeente Barneveld en de Rudolphstichting in jeugddorp De Glind. Een nog in de grond staande essenboom diende daarbij als uitgangspunt. De sculptuur is het beginpunt van het Moorsterpaadje, genoemd naar de Moorsterbeek, een klompenpad door de weilanden bij De Glind. Een deel ervan voert over het terrein van de Rudolphstichting, een organisatie voor de hulpverlening aan jongeren.

## Symbolisch
Het beeld bestaat uit een jongere die bezig is met het beklimmen van een boom. De weg naar boven leidt naar een splitsing bestaande uit twee ladders. Bovenaan de ene ladder staat een paar klompen, de andere ladder eindigt bij een paar sportschoenen. Een bordje bij het beeld geeft uitleg over de betekenis: een kind dat naar school gaat heeft de keuze tussen het dragen van klompen of dure sportschoenen. Het dragen van klompen betekent daarbij de moeilijkste weg omdat daarbij de kans op pesten bestaat. Of het dragen van dure schoenen de weg naar de populaire kinderen een juiste weg is, zal de toekomst moeten uitwijzen.